# Liste der Monuments historiques in Enfonvelle
Die Liste der Monuments historiques in Enfonvelle führt die Monuments historiques in der französischen Gemeinde Enfonvelle auf.

## Liste der Immobilien
| Bezeichnung | Beschreibung | Standort                 | Kennzeichnung | Schutzstatus | Datum | Bild |
| ----------- | ------------ | ------------------------ | ------------- | ------------ | ----- | ---- |
| Herrenhaus  | 1719 erbaut  | 14 rue Principale (Lage) | PA52000030    | Inscrit      | 2010  |      |

## Liste der Objekte
| Bezeichnung                     | Beschreibung                                                                   | Standort                      | Kennzeichnung | Schutzstatus | Datum | Bild |
| ------------------------------- | ------------------------------------------------------------------------------ | ----------------------------- | ------------- | ------------ | ----- | ---- |
| Skulptur Heiliger Leodegar (?)  | Stein, farbig gefasst, erste Hälfte des 16. Jahrhunderts                       | in der Kirche St-Léger (Lage) | PM52000438    | Classé       | 1961  |      |
| Gemälde Kreuzabnahme            | Ölfarbe auf Holz, 1626; nach Federico Barocci                                  | in der Kirche St-Léger (Lage) | PM52000440    | Classé       | 1966  |      |
| Reliquiar                       | Metall, versilbert, erste Hälfte des 17. Jahrhunderts                          | in der Kirche St-Léger (Lage) | PM52000439    | Classé       | 1963  |      |
| Skulptur Heiliger Nikolaus      | Stein, farbig gefasst, erste Hälfte des 16. Jahrhunderts                       | in der Kirche St-Léger (Lage) | PM52000436    | Classé       | 1961  |      |
| Skulptur Heiliger Blasius       | Stein, farbig gefasst, erste Hälfte des 16. Jahrhunderts                       | in der Kirche St-Léger (Lage) | PM52000437    | Classé       | 1961  |      |
| Gemälde Tod Ludwig des Heiligen | Ölfarbe auf Leinwand, 19. Jahrhundert, von Auguste Marius; nach Georges Rouget | in der Kirche St-Léger (Lage) | PM52000441    | Classé       | 1979  |      |